# SM U-91 (1917)
SM U-91 – niemiecki okręt podwodny typu U-87 zbudowany w Kaiserliche Werft Danzig w Gdańsku w latach 1915–1917. Wodowany 1 sierpnia 1917 roku, wszedł do służby w Cesarskiej Marynarce Wojennej 17 września 1917 roku. 13 grudnia 1917 roku został przydzielony do III Flotylli pod dowództwem kapitana Alfred von Glasenappa. U-91 w ośmiu patroli zatopił 37 statków nieprzyjaciela o łącznej wyporności 87 119 BRT oraz dwa uszkodził o łącznej wyporności 11 821 BRT.
W czasie pierwszego patrolu na North Minch, 24 grudnia 1917 roku, U-91 uszkodził brytyjski tankowiec „Elmleaf” o wyporności 5 948 BRT.
28 kwietnia 1918 roku około 12 mil na zachód od Bardsey Island U-91 storpedował brytyjski transatlantyk „Oronsa”, płynący z Talcahuano przez Nowy Jork do Liverpoolu, o wyporności 8 075 BRT. W wyniku ataku torpedowego i zatonięcia jednostki zginęły 3 osoby.
Tuż przed zakończeniem wojny 11 października 1918 roku 8 mil od Capbreton U-91zatopił norweski parowiec „Luksefjell” o wyporności 2 007 BRT, płynący z rudą żelaza z Bilbao do Tyne. W wyniku ataku zginęło 7 członków załogi. Ostatnim zatopionym statkiem był francuski statek rybacki „Bayard” o wyporności 55 BRT.
26 listopada 1918 roku okręt został poddany Marine nationale i złomowany w lipcu 1921 w Brest.